# Mont Castrove
Le mont Castrove est une petite montagne située dans la province de Pontevedra, en Espagne, qui sert de frontière administrative entre les communes de Pontevedra, Poio, Meis et Barro.
Il a une altitude de 612 mètres.

## Hydrographie

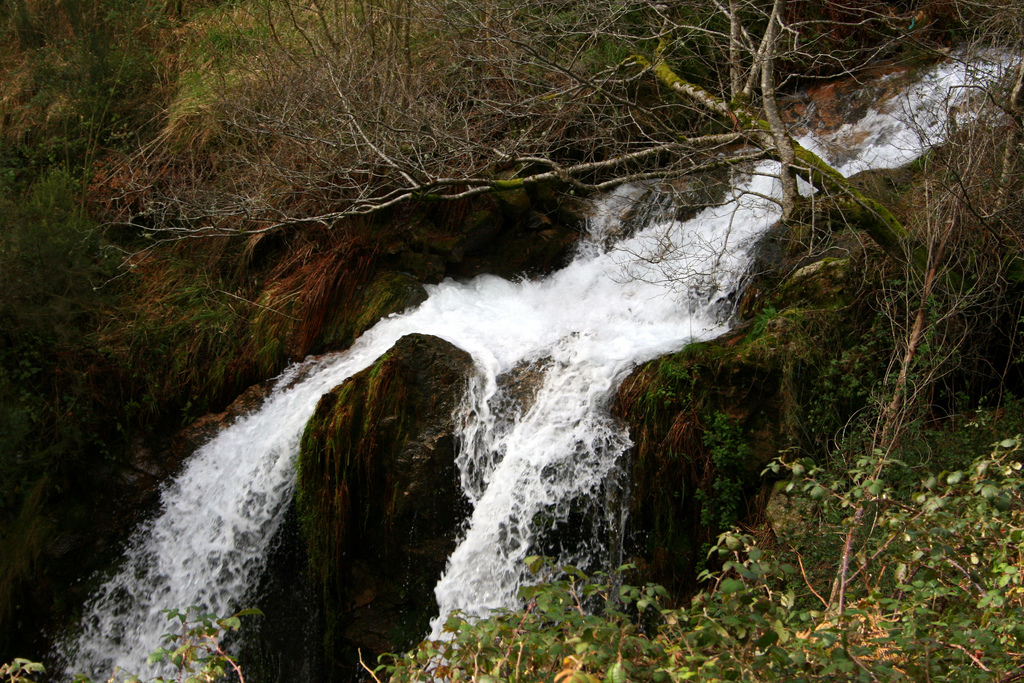
Chute d'eau de la rivière Mouro.

Plusieurs ruisseaux y prennent leur source et déversent leurs eaux dans les rias de Pontevedra et Arousa, tels que Castrove, ou Santo Tomé.

## Tourisme
On peut y observer les pétroglyphes d'Outeiro da Criba, qui représentent des labyrinthes et des figures gravées sur un rocher.
Au sommet du Castrove se trouvent des barbecues, des bancs, des tables et une aire de loisirs.

## Télécommunications
Quatre antennes-relais, réparties dans les communes de Pontevedra et de Poio, sont essentielles à la diffusion de la télévision et aux télécommunications dans l'aire urbaine de Pontevedra.